# Kalanchoe tetraphylla
Espèce
Classification phylogénétique
Kalanchoe tetraphylla est une plante succulentes de la famille des Crassulaceae, originaire de Madagascar.

## Nomenclature
Perrier de la Bâthie a collecté cette espèce sur les quartzites de la chaîne Laniharina-Tsitondraina, à environ 2 000 mètres d'altitude, dans la région centrale de Madagascar. Il en a donné la description dans le Bulletin du muséum d'histoire naturelle de 1923.
The Plant List donne Kalanchoe thyrsiflora comme synonyme de K. tetraphylla, alors que Bernard Descoings les traite comme deux espèces distinctes.

## Description
Kalanchoe tetraphylla est une plante succulente dressée, acaule ou avec une tige pouvant atteindre 1,50 m de haut et un diamètre de 3 cm. Elle donne des stolons, comme K. synsepala, cas uniques dans le genre.
Les feuilles, en port en rosette paucifoliée (en général tige terminée par quatre feuilles), sont opposées, décussées, charnues, de forme orbiculaire, les plus jeunes couvertes de poils glanduleux, portant sur les bords quelques grosses dents anguleuses. Ces poils et ces dents peuvent disparaître sur les feuilles âgées.
L'inflorescence axillaire est une cyme corymbiforme assez dense, courtement pédonculées et couverte de poils glanduleux. Les fleurs 4-mères sont très petites et peu brillantes, avec une corolle tubulaire, d'un blanc jaunâtre ou verdâtre, terminée par 4 lobes étalés, recourbés,.
Les écailles (nectaires) appliquées sur le dos des 4 carpelles, sont fortement échancrées en deux dents divergentes.
Henri Perrier rapproche cette espèce de K. synsepala et K. gentyi.

## Distribution
Kalanchoe tetraphylla croît dans les montagnes du centre de Madagascar.